# هاکسلی، چشر
هاکسلی (به انگلیسی: Huxley) یک روستا و محله مدنی در بریتانیا است که در تاتنهال واقع شده‌است. هاکسلی ۲۵۱ نفر جمعیت دارد.